# Лавджой (Джорджія)
Лавджой (англ. Lovejoy) — місто (англ. city) в США, в окрузі Клейтон штату Джорджія. Населення — 10 122 особи (2020).

## Географія
Лавджой розташований за координатами 33°26′39″ пн. ш. 84°19′8″ зх. д. / 33.44417° пн. ш. 84.31889° зх. д. (33.444208, -84.318993).  За даними Бюро перепису населення США в 2010 році місто мало площу 6,78 км², з яких 6,72 км² — суходіл та 0,06 км² — водойми. В 2017 році площа становила 7,21 км², з яких 7,15 км² — суходіл та 0,06 км² — водойми.

## Демографія
Згідно з переписом 2010 року, у місті мешкали 6422 особи в 1983 домогосподарствах у складі 1372 родин. Густота населення становила 947 осіб/км².  Було 2364 помешкання (349/км²).
Расовий склад населення:
| - 71,1 % — чорних або афроамериканців - 18,8 % — білих - 0,7 % — азіатів - 0,5 % — корінних американців - 6,3 % — осіб інших рас |

До двох чи більше рас належало 2,6 %. Частка іспаномовних становила 13,6 % від усіх жителів.
За віковим діапазоном населення розподілялося таким чином: 30,5 % — особи молодші 18 років, 65,7 % — особи у віці 18—64 років, 3,8 % — особи у віці 65 років та старші. Медіана віку мешканця становила 29,9 року. На 100 осіб жіночої статі у місті припадало 109,0 чоловіків;  на 100 жінок у віці від 18 років та старших — 107,7 чоловіків також старших 18 років.
Середній дохід на одне домашнє господарство  становив 50 075 доларів США (медіана — 37 256), а середній дохід на одну сім'ю — 52 008 доларів (медіана — 37 143). Медіана доходів становила 36 636 доларів для чоловіків та 32 889 доларів для жінок. За межею бідності перебувало 17,3 % осіб, у тому числі 25,4 % дітей у віці до 18 років та 18,7 % осіб у віці 65 років та старших.
Цивільне працевлаштоване населення становило 2628 осіб. Основні галузі зайнятості: освіта, охорона здоров'я та соціальна допомога — 21,7 %, мистецтво, розваги та відпочинок — 15,3 %, транспорт — 15,2 %.